# August Aimé Balkema
August Aimé (Guus) Balkema (Avereest, 6 oktober 1906 - Rotterdam, 4 september 1996), kortweg A.A. Balkema, was een Nederlandse boekhandelaar en uitgever in Amsterdam en Zuid-Afrika. Hij speelde een belangrijke rol in de Zuid-Afrikaanse boekenwereld en werd opgenomen in They shaped our century (1999), een lijst van de 100 mensen die de grootste invloed hadden op Zuid-Afrika in de 20e eeuw.

## Levensloop

### Jonge jaren
Balkema werd geboren in Avereest in Overijssel als zoon van de houtzager Sijbrand Harkes Balkema en Antje Tjitske Gelderman en groeide op in Dedemsvaart. Zijn oom was drukker en uitgever van de Dedemvaartse Courant. Balkema trad op 18 januari 1936 in Zandvoort in het huwelijk met Anna Stehouwer (1909-1994).

### Amsterdam

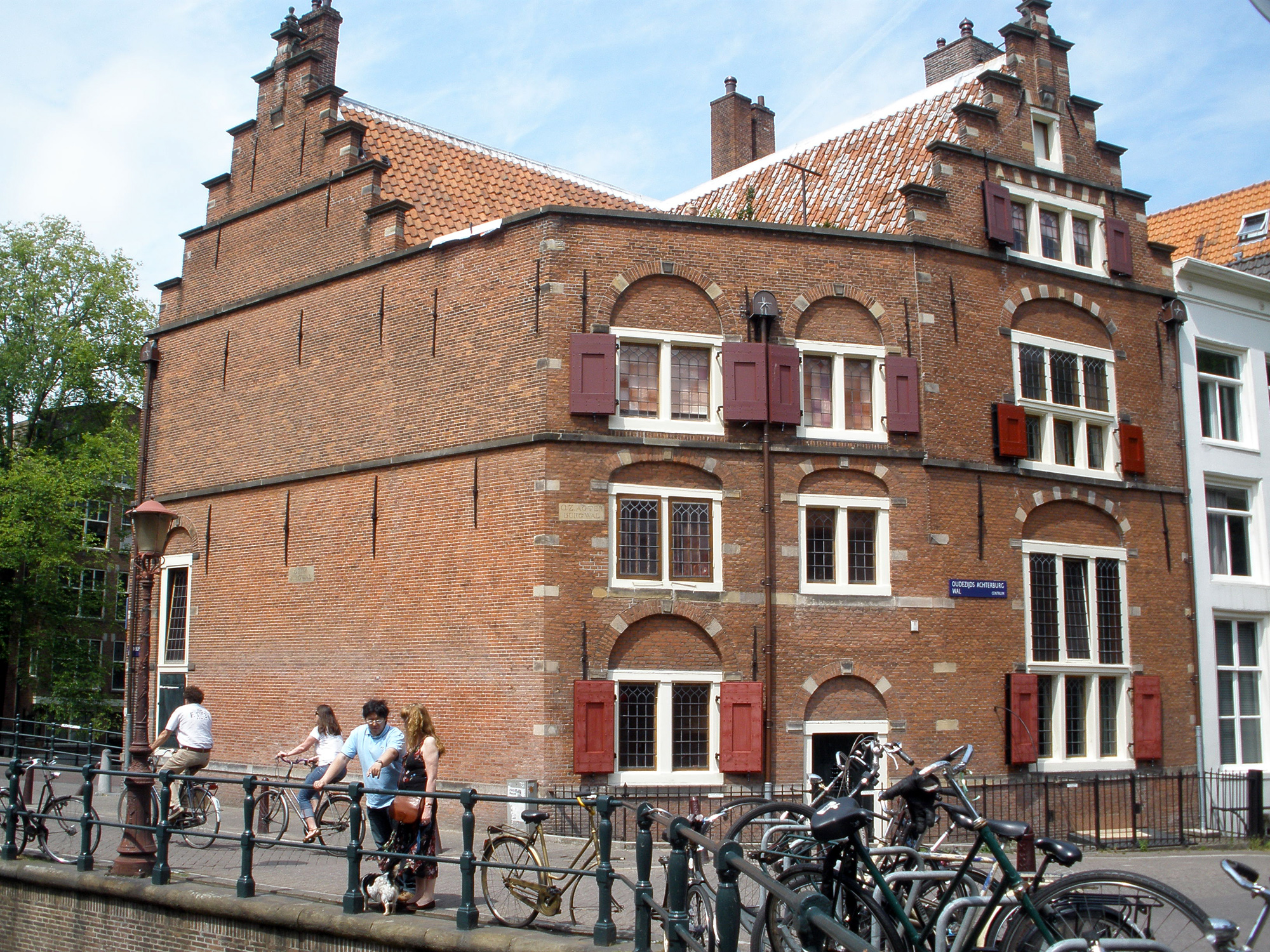
Het Huis aan de Drie Grachten, gezien vanaf hoek Grimburgwal/Oudezijds Achterburgwal

Na zijn studie Franse literatuur begon hij in 1936 een boekhandel in het Huis aan de Drie Grachten in Amsterdam. Tijdens de Tweede Wereldoorlog werd de boekhandel gebruikt als clandestiene drukkerij en uitgeverij van dichtbundels en andere literatuur. Bij de Vijf Ponden Pers, die Balkema samen met boekliefhebber Wytze Gerbens Hellinga en typograaf Jan van Krimpen in 1942 startte, verschenen tijdens de oorlog 50 uitgaven, waaronder werk van Nederlandse dichters als A. Roland Holst en Martinus Nijhoff en boeken in de door de Duitse bezetters verboden talen Engels en Frans. De vooraanstaande typograaf Jan van Krimpen verzorgde veel van deze uitgaven. In 1945 publiceerde Balkema een overzicht van de uitgaven onder de titel Catalogus van vijftig boeken en boekjes zonder toestemming uitgeven in de jaren 1942-1945.
De boekhandel was een ontmoetingsplek voor anti-Duits gezinden, zoals J.B. Charles, John Meulenhoff, Bert Schierbeek en Hans van Straten. Een van de verkoopsters in de boekhandel was de studente Frans en latere critica Elly Freem. Adriaan Morriën, Fed Batten en Balkema besloten in 1943 een illegale reeks uitgaven te beginnen onder de naam 'Het Zwarte Schaap', waarvoor het vignet een door Dick Elfers ontworpen schaapskop was. In deze reeks verscheen van Morriën een dagboekje, Afscheid van Lida, in een oplage van vijfentwintig exemplaren. Een andere uitgave was de dichtbundel Praehistorie van Rudie van Lier. Andere geplande, maar in de oorlog niet gerealiseerde uitgaven waren een boek ter gelegenheid van de zeventigste verjaardag van Arthur van Schendel, dat essays van jongeren zou bevatten, een brievenboek van E. du Perron en een bundeling van verspreide essays van Menno ter Braak. Zo begon het beheer van de erfenis van het tijdschrift Forum uit de jaren dertig bij 'Het Zwarte Schaap'.
Tijdens de renovatie van het Huis aan de Drie Grachten in 2005 werd in een verborgen ruimte boven een schouw een doos aangetroffen met archiefstukken uit de oorlogsjaren, waaronder manuscripten en briefcorrespondentie. De ruimte diende mogelijk ook als schuilplaats voor (Joodse) onderduikers. Het gevonden archief werd in 2006 overhandigd aan de bibliotheek van de Koninklijke Vereniging van het Boekenvak, die is ondergebracht in de afdeling Bijzondere Collecties van de Universiteitsbibliotheek van Amsterdam.

### Zuid-Afrika
Na de oorlog, in 1946, verkocht Balkema zijn Amsterdamse boekhandel en vertrok naar Zuid-Afrika om daar uitgever te worden. Hetzelfde jaar nog gaf hij zijn eerste boek uit, Vyjtig Gedigte van de Zuid-Afrikaanse dichter C. Louis Leipoldt.
Balkema vestigde zijn naam door gespecialiseerde boeken uit te geven, boeken die vaak door de gevestigde uitgeverijen geweigerd waren. Hieronder bevond zich werk als het met een Hertzogprys bekroonde Die Vrou op die Skuit van Elise Muller (1957). Al snel begonnen bekende Zuid-Afrikaanse schrijvers zelf Balkema te benaderen met het verzoek hun werk uit te geven, zoals Ons, die afgod van Jan Rabie (1958), de eerste anti-apartheidsroman in het Afrikaans, een boek dat destijds tot een storm van kritiek en controverse leidde. Balkema's status was definitief gevestigd toen de officiële publicatie in 1952 van de Daghregisters van Jan van Riebeeck aan hem toevertrouwd werd.
Balkema stond bekend om de hoge kwaliteit van de door hem uitgegeven boeken. Hij werd vooral geroemd om de kwaliteit van de typografie. Hij was een van de eerste Zuid-Afrikaanse uitgevers die overschakelde op de IBM-typemachine voor het zetten.
Hij leverde een grote bijdrage aan de Afrikaanse non-fictieliteratuur. Op zijn initiatief werd een groot aantal boeken geschreven en uitgegeven over Zuid-Afrikaanse natuur, architectuur, cultuur en geschiedenis, die nog steeds als standaardwerk worden beschouwd. Ook publiceerde hij Engelstalige literatuur en wetenschappelijke boeken en tijdschriften.

### Latere jaren
In de jaren 1960 besloot Balkema een punt te zetten achter zijn loopbaan als uitgever. Tijdens een bezoek aan zijn familie in Nederland in 1986 werd hij ziek. Hij en zijn vrouw Annie bleven in Nederland tot hun overlijden, zij in 1994 en hij in 1996.

## Nagedachtenis
In 1984 werd, ter nagedachtenis aan Balkema, een liber amicorum uitgegeven door de Vriende van die S.A. Biblioteek onder de titel Liber amicorum pro A.A. Balkema.
Balkema werd opgenomen in They shaped our century (1999), een lijst van de 100 mensen die de grootste invloed hadden op Zuid-Afrika in de 20e eeuw.
Zijn naam leeft voor in de technisch-wetenschappelijke uitgeverij A A Balkema Publishers, die door zijn zoon in Rotterdam gevestigd werd. De uitgeverij is nu onderdeel van Taylor & Francis Group als CRC Press / Balkema.